# Спитковский, Давид Михайлович
Давид Михайлович Спитковский (20.09.1928 — 05.01.2006) — российский учёный, радиобиолог, доктор биологических наук.

## Биография
Закончил физико-механический факультет Ленинградского политехнического института. Работал в лаборатории биофизики Института экспериментальной биологии АМН СССР. В 1969 году защитил докторскую диссертацию на тему «Радиочувствительность дезоксирибонуклеопротеидов соматических клеток как функция их структурной организации». В том же году стал руководителем лаборатории молекулярной биологии Института медицинской генетики АМН СССР. Занимался выяснением механизмов влияния малых доз ионизирующей радиации на структурно-функциональную и динамическую организацию генетического субстрата в клетках человека в норме и при наследственных, онкологических заболеваниях. Был членом редколлегии журнала «Радиационная биология. Радиоэкология».

## Избранные статьи
- Спитковский Д. М. К вопросу о методике получения ориентированных структур из нуклеопротеидов и определение их реологических свойств //Биохимия. — 1955. — Т. 20. — С. 566.
- Спитковский Д. М., Цейтлин П. И., Тонгур В. С. О двух конфигурациях ДНК и некоторых связанных с ними феноменах //Биофизика. — 1960. — Т. 5. — №. 1. — С. 3-15.
- Спитковский Д. М. О некоторых физико-химических особенностях радиационных нарушений в надмолекулярных ДНП-образованиях и их возможной корреляции с фазностью в радиочувствительности хромосом //Радиобиология. Инф. бюл. — 1965. — №. 8. — С. 20.
- Fedorova K. N., Inshakova V. M., Spitkovsky D. M. Chromatin structure in Down's syndrome //Humangenetik. – 1975. – Т. 28. – №. 3. – С. 183-189.
- Paponov V.D., Gromov P.S., Sokolov N.A., Spitkovsky D.M., Tseitlin P.I. On mechanisms determining the interrelationships between DNA and histone components of chromatin //European Journal of Biochemistry. – 1980. – Т. 107. – №. 1. – С. 113-122.
- Спитковский Д. М. Концепция действия малых доз ионизирующих излучений на клетки и её возможные приложения к трактовке медико биологических по следствий //Радиобиология. — 1992. — Т. 32. — №. 3. — С. 382—400.
- Спитковский Д. М., Зайцев С. В., Талызина Т. А. Моделирование особенностей инициации генетических повреждений малыми дозами ионизирующих излучений в клетках эукариот на основе концепции существования клеток эволюционного резерва //Радиац. биология. Радиоэкология. — 1994. — Т. 34. — №. 6. — С. 739—747.
- Спитковский Д. М. О некоторых новых биофизических и биологических аспектах механизмов при воздействии «малых» и близких к ним доз ионизирующих излучений (низких ЛПЭ) на клетки эукариот //Радиационная биология. Радиоэкология. — 1999. — Т. 39. — №. 1. — С. 145—155.